# Роберто Вентуріні
Роберто Вентуріні (італ. Roberto Venturini; нар. 30 грудня 1960, Сан-Марино, Сан-Марино) — політичний діяч Сан-Марино, капітан-регент Сан-Марино з 1 квітня з 1 жовтня 2015 року.

## Біографія
Роберто Вентуріні народився напередодні 1961 року в столиці Сан-Марино. В Італії закінчив Болонський університет за медичною спеціальністю. З 1992 року працював лікарем у Державній клініці Сан-Марино, з 2006 року представляє Сан-Марино в антидопінговій комісії.

## Нагороди
16 вересня 2015 року був нагороджений Великим Хрестом Ордена Святого Карла (Монако).

## Родина
Роберто Вентуріні є батьком дочки та сина. Він проживає в найбільшому місті Сан-Марино Серравалле.